# Herren wår Gudh ware tigh blijd
Herren wår Gudh ware tigh blijd är en tysk psalm av Cornelius Becker (1561-1604), "Der Herr erhör dich in der Noth", från Becker Psalter (1628). Psalmen förekommer i 1695 års psalmbok där orden "Herren" och "Jesus" konsekvent stavas med två inledande versaler. Det är okänt vem som översatt psalmen till svenska. Psalmen baseras på Konung Davids 20:e psalm. Den har 10 verser och en egen melodi.
Johan Olof Wallin inspirerades förmodligen av denna psaltarpsalm med dess versrytm, när han diktade sin egen version med två verser i 1819 års psalmbok, under anslaget Nu Herren Gud välsigne oss. Den melodi som använts för Wallins psalm var, "O Fader vår, barmhärtig, god", vilken tonmässigt är snarlik och rytmiskt helt lik originalet från 1697 års koralbok. Wallins psalmtext uteslöts sedermera ur 1937 års psalmbok.
Psalmen inleds 1695 med orden:
HErren wår Gudh ware tigh blijd
Och låte digh nåden finna:
|  |
|  |

## Publicerad i
- 1572 års psalmbok med titeln HERren wår Gudh ware tigh blidh under rubriken "Någhra Davidz Psalmer".[1]
- Göteborgspsalmboken under rubriken "Om Fridh och Roligheet".[2]
- 1695 års psalmbok som nummer 38 med titeln HErren wår Gudh ware tigh blijd,  under rubriken "Konung Davids Psalmer".
- 1819 års psalmbok som nummer 379 med titeln Nu Herren Gud välsigne oss under rubriken "Kristligt sinne och förhållande".